# Cantón de Bouglon
El cantón de Bouglon era una división administrativa francesa, que estaba situada en el departamento de Lot y Garona y la región de Aquitania.

## Composición
El cantón estaba formado por diez comunas:
- Antagnac
- Argenton
- Bouglon
- Grézet-Cavagnan
- Guérin
- Labastide-Castel-Amouroux
- Poussignac
- Romestaing
- Ruffiac
- Sainte-Gemme-Martaillac

## Supresión del cantón de Bouglon
En aplicación del Decreto n.º 2014-257 de 26 de febrero de 2014, el cantón de Bouglon fue suprimido el 22 de marzo de 2015 y sus 10 comunas pasaron a formar parte del nuevo cantón de Los Bosques de Gascuña.